# 墨西哥文化

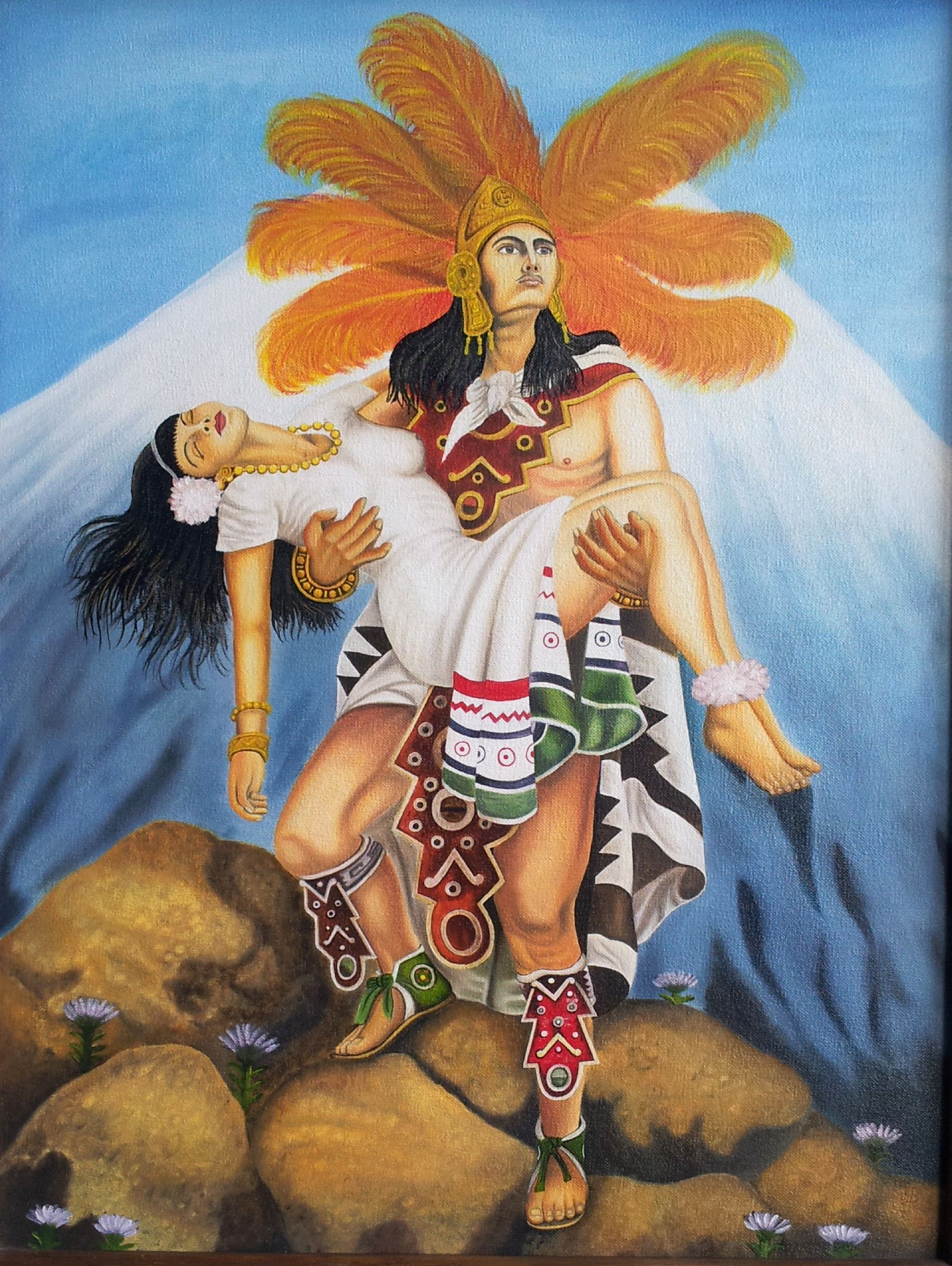
波波卡特佩特火山的传说

在19世纪和20世纪，墨西哥文化发生了迅速的变化。城市中的当代生活，在许多方面已与邻国美国和欧洲相似。多数墨西哥村民比城里人更加按照旧方式生活。在墨西哥45％以上的人生活在超过5万居民的城市。大城市包括墨西哥城、瓜达拉哈拉、蒙特雷、普埃布拉 - 特拉斯卡拉，而农村地区包括整个恰帕斯、瓦哈卡州、格雷罗州、索诺拉州、锡那罗亚州、塔毛利帕斯州、尤卡坦州、阿瓜斯卡连特斯州、米却肯州和许多小的区域。

## 语言
墨西哥是世界上讲西班牙语人口最多的国家。今天绝大多数墨西哥人讲西班牙语，但是，政府承认62个原住民印第安语作为国家语言。约6％的人口在墨西哥说一些西班牙语词汇有该国的原住民语言的词根。一些墨西哥原住民词甚至已经在其他语言变得常见，如英语。例如，单词tomato、chocolate、coyote和avocado原本都来自纳瓦特尔语。

## 宗教

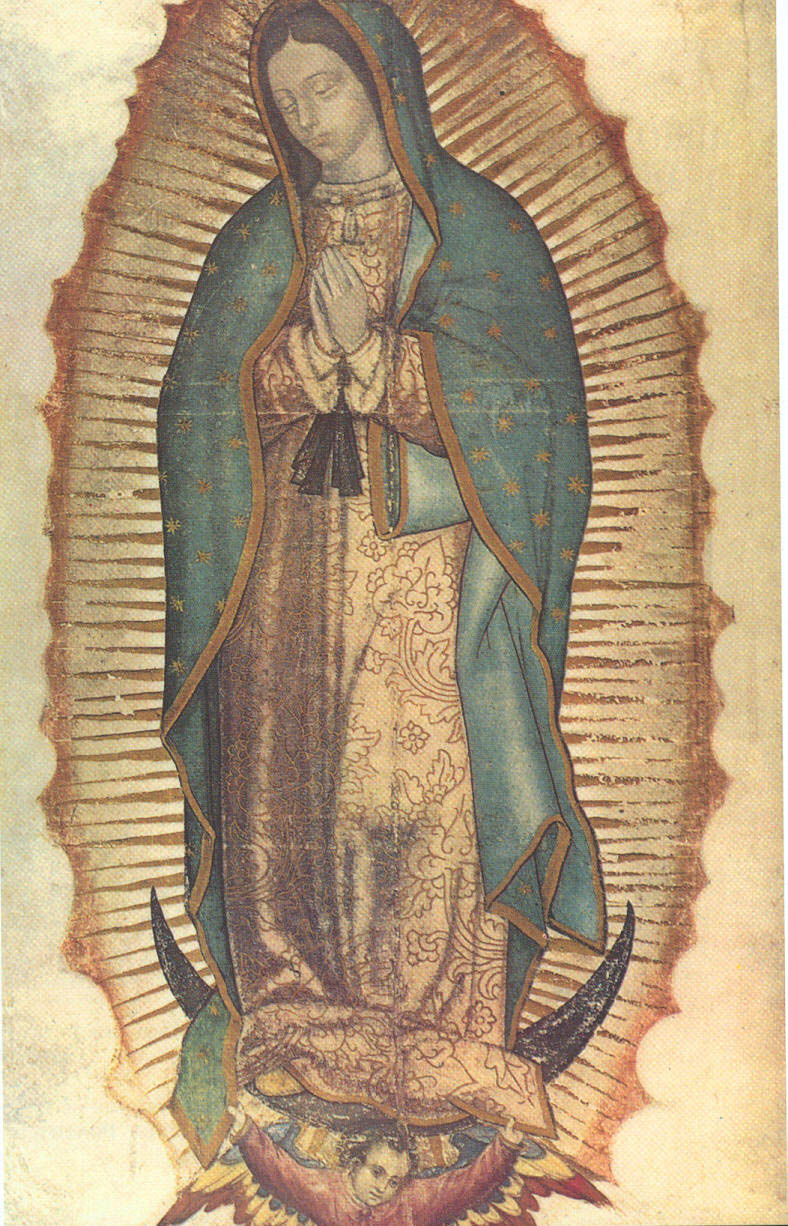
瓜达卢佩圣母，墨西哥的主保聖人。

西班牙抵达和殖民给这个国家带来了基督信仰，天主教成为墨西哥的最大的基督教教派。不过，墨西哥没有“官方的”宗教，并且1917年宪法和反教权法提出限制教会并有时立法政府干预教会事务。政府不给教会提供任何财务捐助，教会不参与公共教育。
根据自我归属，最近一次普查报告显示76.5％的人口是基督徒。天主教基督徒占总人口的89％，47％的人每周到教堂參與彌撒或禮拜。从绝对数量来看，墨西哥拥有世界上仅次于巴西的第二大天主教基督徒人数。